# Internet Explorer Mobile
Internet Explorer Mobile (раніше називався Pocket Internet Explorer ; пізніше названий IE Mobile )  — це мобільна версія Internet Explorer, розроблена Microsoft на основі версії механізму макета MSHTML (Trident). IE Mobile за замовчуванням завантажується з Windows Phone і Windows CE . Пізніші версії Internet Explorer Mobile (починаючи з Windows Phone 8 ) базуються на настільній версії Internet Explorer. Однак старіші версії, які називаються Pocket Internet Explorer (є на Windows Phone 7 і Windows Mobile ), не базуються на тому самому механізмі компонування .
Internet Explorer Mobile 11, остання підтримувана версія, заснована на настільній версії Internet Explorer 11 і поставляється з Windows Phone 8.1 . Новий браузер Microsoft Edge замінив Internet Explorer Mobile у Windows 10 Mobile . Підтримка IE Mobile припиниться в усіх операційних системах Microsoft 10 жовтня 2023 року разом із припиненням підтримки Windows Embedded Compact 2013 .

## Особливості
Остання версія Internet Explorer Mobile включає перегляд із вкладками . Браузер підтримує мультисенсорні жести, включно з масштабуванням щипками, а також масштабування торканням, хоча наразі не Touch API . Пошук Bing тісно інтегрований з Internet Explorer Mobile. Він може відображати веб-сайти як у «мобільній», так і в «десктопній» версіях.

## Платформи
Internet Explorer Mobile 6 входить до складу Windows Mobile 6.5 і Zune HD . Internet Explorer Mobile 7 входить до складу Windows CE 7 . Internet Explorer Mobile 9 входить до Windows Phone . Кожна версія має той самий механізм візуалізації MSHTML, що й настільна версія, але з додатковими вдосконаленнями.

## Історія версій

### Кишеньковий Internet Explorer

#### Версія 1
Кишеньковий Internet Explorer був вперше представлений у Windows CE 1.0, випущеній у листопаді 1996 року  Він не походить від коду Internet Explorer і був написаний з нуля, щоб бути максимально легким. Пізніше було випущено PIE 1.1, який підтримує файли cookie, HTTPS і SSL.